# 北海道バス
北海道バス（ほっかいどうバス）は北海道札幌市に本社を置くバス事業者。

## 概要
1975年（昭和50年）6月に株式会社北海観光バス（ほっかいかんこうバス）として設立。しかし、同社の後継者難から2008年（平成20年）に東京バスグループの傘下となり、2010年（平成22年）6月1日に商号を北海道バス株式会社に変更。
2023年（令和5年）2月1日に、「札幌バス」「北海道観光バス」を統合した。。

## 事業所
- 本社事務所[1]
  - 札幌市清田区真栄1条2丁目33-10
- 清田営業所[1]
  - 札幌市清田区里塚2条5丁目3-3
- 帯広営業所[1]
  - 帯広市西2条南36丁目3-10
- 函館支店[1]
  - 函館市上湯川町377-2
- 北広島営業所
  - 北広島市Fビレッジ1

- 大阪営業所
  - 大阪府東大阪市高井田中3-6-21
    - 北海道のシーズンによる繁閑差を考慮し閑散期に乗務員の雇用を維持する目的で設置した[4]。

## 高速バス

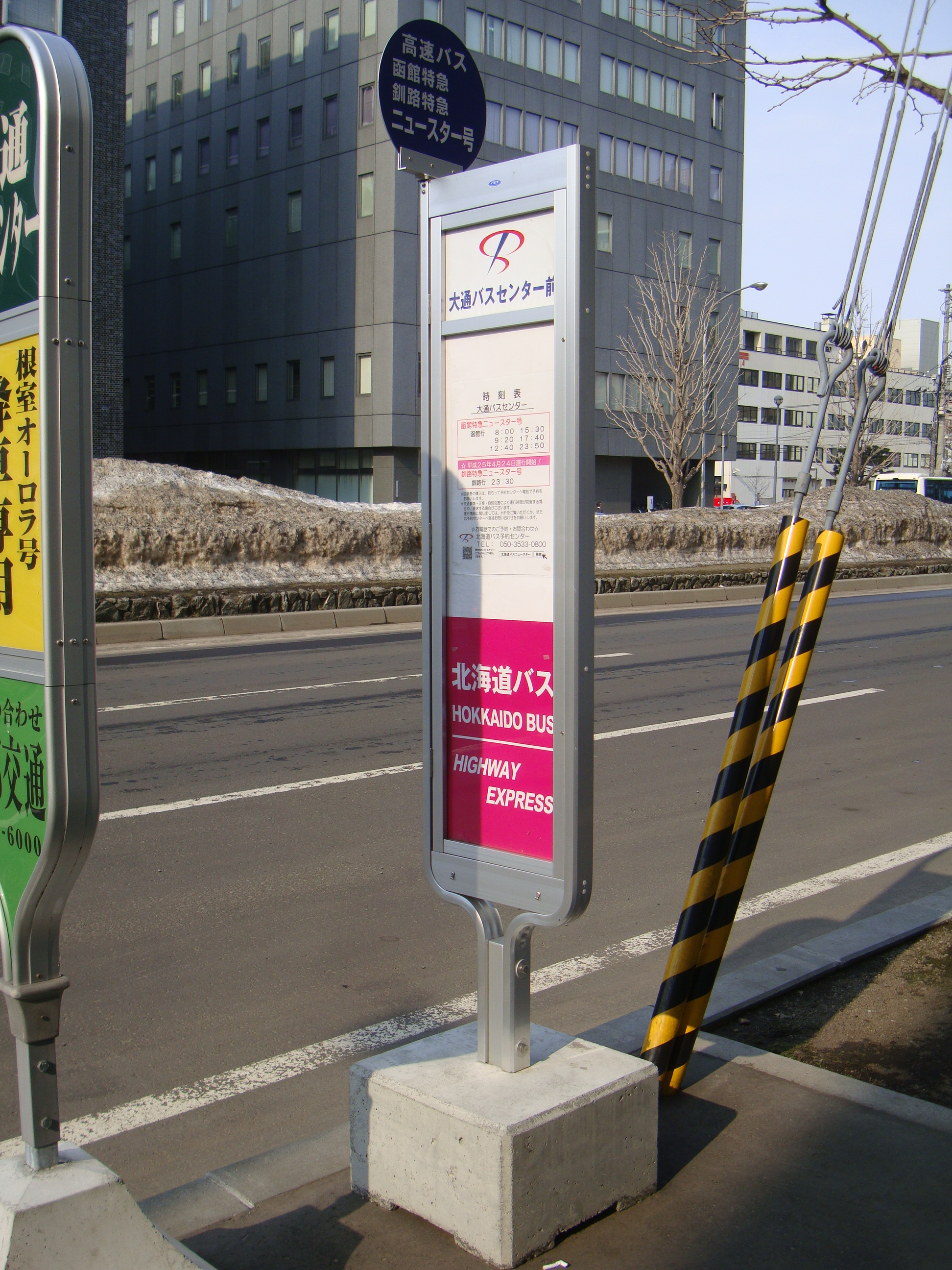
北海道バスの停留所一例

### 函館特急ニュースター号
札幌 - 函館間を1日6 - 8往復運行していて、その中で1往復は夜行便として運行し、2往復は曜日を限った直行便として運行する。3列シート車両で運行するが、車両運用や整備などの都合により、急きょ予告なく車内設備が普段と異なる様式の車両（4列シート等）を使用して運行する場合がある。
北都交通、北海道中央バス、函館バスが同区間で運行する「高速はこだて号」と乗車券の相互利用などはできない。
沿革
- 2011年（平成23年）3月17日：高速バス「函館特急ニュースター号」の運行を開始[6]。

運行経路・停車停留所
札幌市内は市電すすきの前・大通バスセンター前・札幌駅前（北4条西3丁目）、北斗市の新函館北斗駅を経て、函館市内五稜郭駅前、函館駅前バスターミナル、湯の川温泉、上湯川（北海道観光バス）などに発着する。函館行は樽前サービスエリアと静狩パーキングエリア、札幌行は八雲パーキングエリアと有珠山サービスエリアで途中休憩を行う。

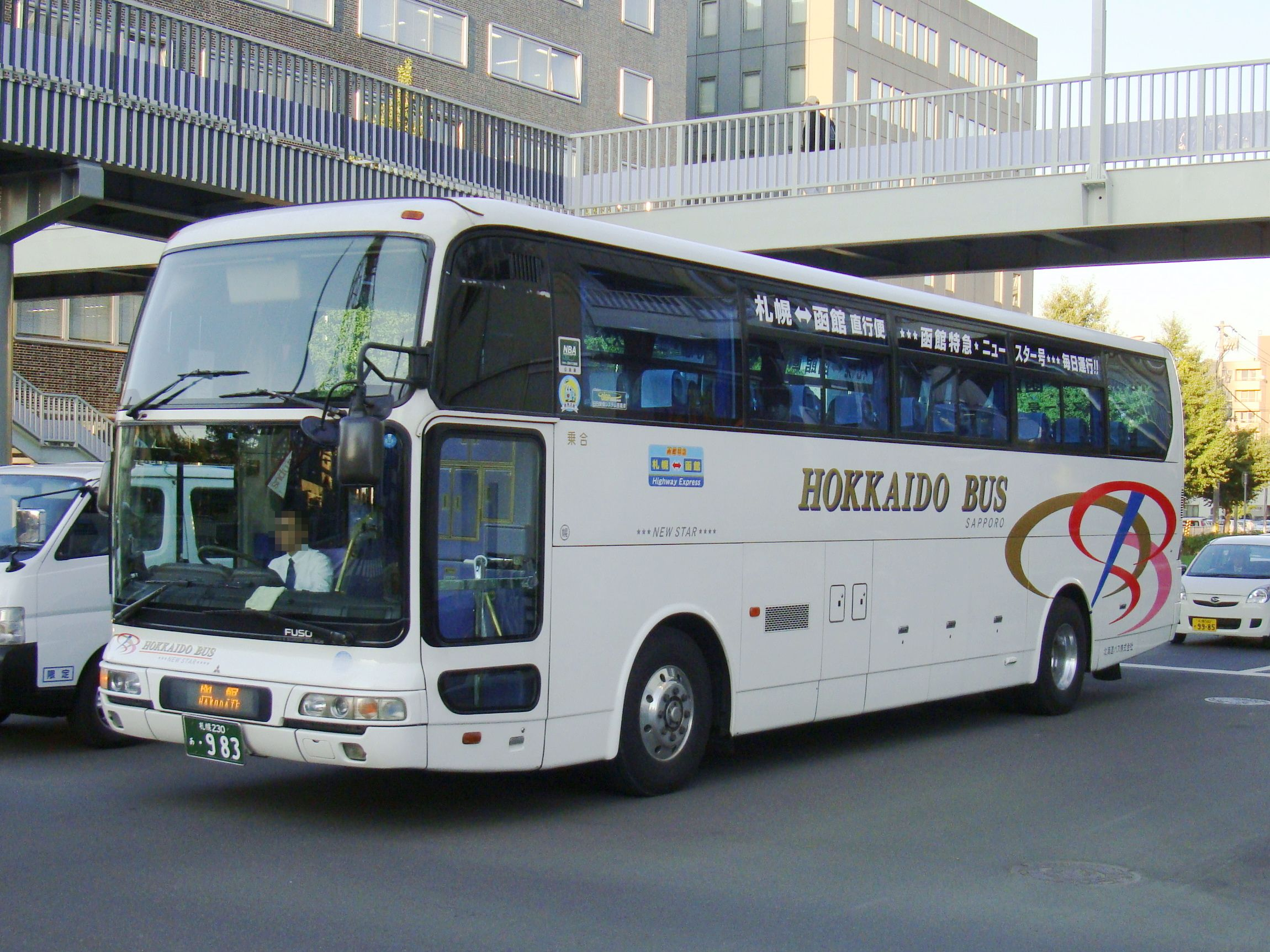
大通バスセンター前を出発
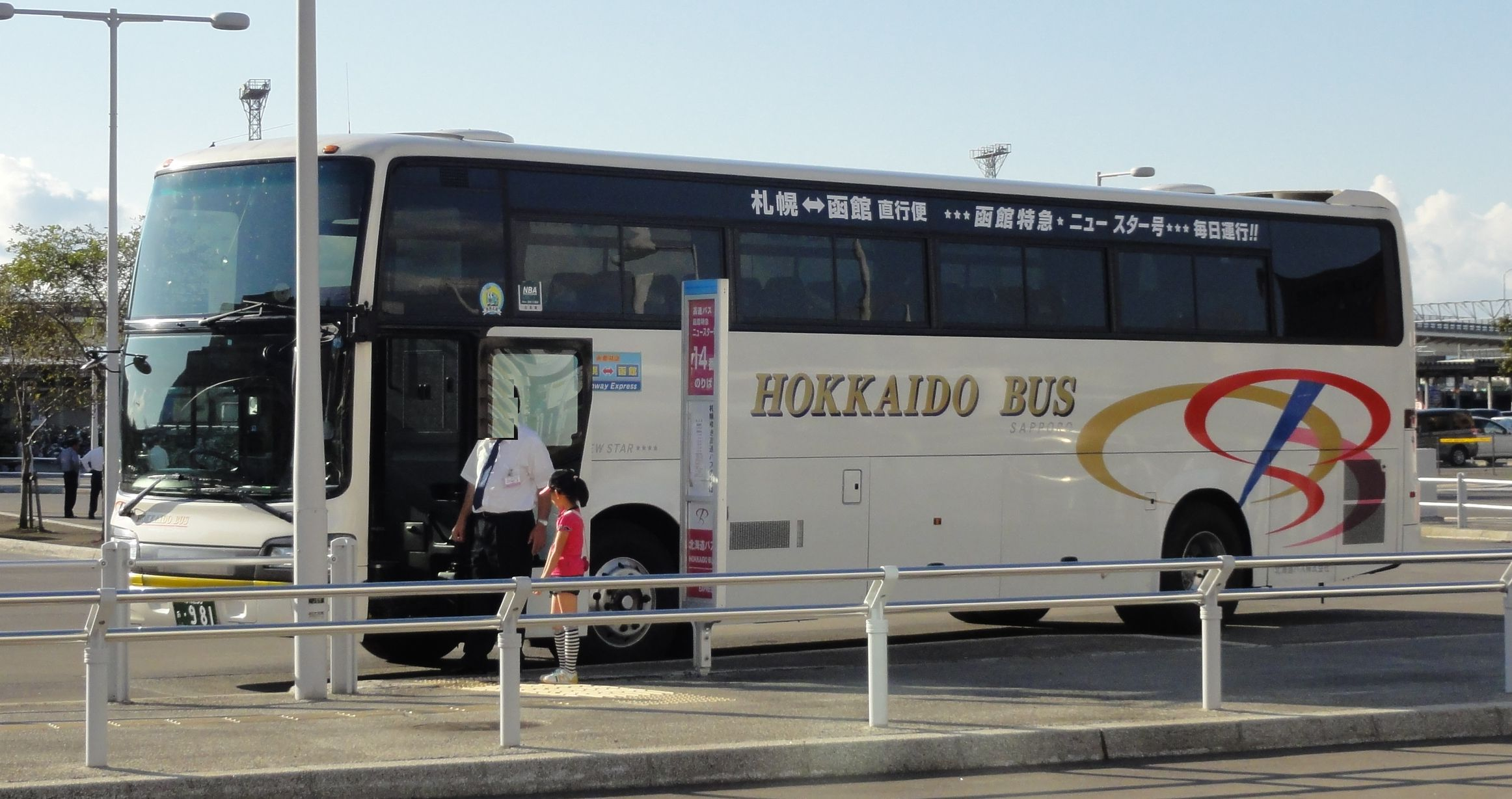
函館駅前ターミナルにて
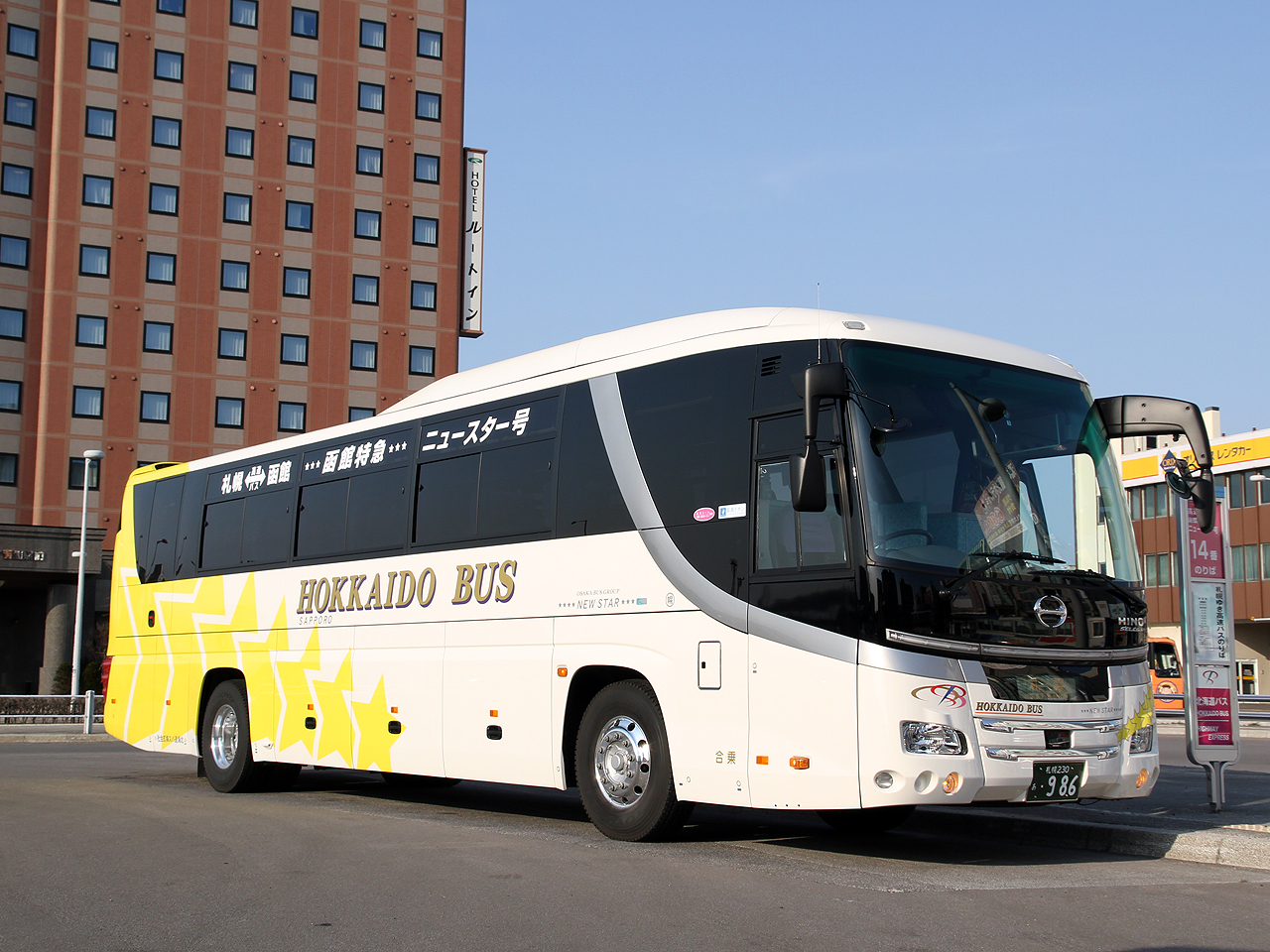
3列シート車両（函館駅前ターミナルにて）

### 釧路特急ニュースター号
札幌～釧路間を1日4往復運行し、うち1往復は夜行便として運行する。3列シート車両で運行するが、車両運用や整備などの都合により、急きょ予告なく車内設備が普段と異なる様式の車両（4列シート等）を使用して運行する場合がある。
阿寒バス、くしろバス、北海道中央バスが同区間で運行する「スターライト釧路号」と乗車券の相互利用などはできない。
沿革
- 2013年（平成25年）4月24日：「釧路特急ニュースター号」の運行を開始[8]。
- 2018年（平成30年）12月20日：釧路車庫新設により始発、終着より従来の「湖陵高校前」停留所(太平洋交通)から「釧路車庫」停留所へ変更。

運行経路・停車停留所
札幌市内は市電すすきの前・大通バスセンター前・札幌駅前（北4条西3丁目）、白糠町内は白糠駅前、釧路市内では大楽毛駅前、鳥取神社（鳥取大通3丁目）、釧路駅前、釧路フィッシャーマンズワーフMOO前、釧路車庫で乗降を取り扱い、札幌・釧路両方向共に占冠サービスエリア・浦幌道の駅で途中休憩を行う。

### 帯広特急ニュースター号
札幌～帯広間を1日6往復運行する（昼行便のみ）。
北海道中央バス、北都交通、ジェイ・アール北海道バス、北海道拓殖バス、十勝バスが同区間で運行する「ポテトライナー」と乗車券の相互利用はできない。帯広市内の運行経路は「ポテトライナー」が帯広市内の北側を通るのに対し「帯広特急ニュースター号」は同市内の南側を通る。
沿革
- 2019年（平成31年）10月29日：「帯広特急ニュースター号」の運行を開始[10]。

運行経路・停車停留所
市電すすきの前 - 大通バスセンター - 札幌駅前（北4条西3丁目） - 豊平郵便局前★ - 月寒中央通11丁目★ - 本社前★ - （道央自動車道・道東自動車道） - 清水※ - 御影※ - 芽室駅前 - ニトリ帯広店前 - 帯広駅前（南口・とかちプラザ前） - イオン帯広店前（しんくみ前） - イトーヨーカドー帯広店前 - 帯広営業所
（※は一部便のみ、★印の停留所は札幌行きの一部便のみ）

### 北見特急ニュースター号
札幌～北見間を1日6往復運行し、うち1往復は夜行便として運行する。3列シート車両で運行するが、車両運用や整備などの都合により、急きょ予告なく車内設備が普段と異なる様式の車両（4列シート等）を使用して運行する場合がある。
北海道北見バス、網走バス、北海道中央バスがほぼ同じ区間で運行する「ドリーミントオホーツク号」と乗車券の相互利用などはできない。
沿革
- 2021年（令和3年）9月10日：「北見特急ニュースター号」の運行を開始[12]。
- 2023年（令和5年）11月1日：運行便数を2往復増便し、1日6往復運行となる[13]。

運行経路・停車停留所
札幌市内は市電すすきの前・大通バスセンター前・札幌駅前（北4条西3丁目）、北見市内は西7号線・北見駅前（南口）・北見工大入口・東武イーストモール前で乗降を取り扱う。
途中、音江パーキングエリア（道央自動車道）と白滝パーキングエリア（旭川紋別自動車道）で休憩を行う。

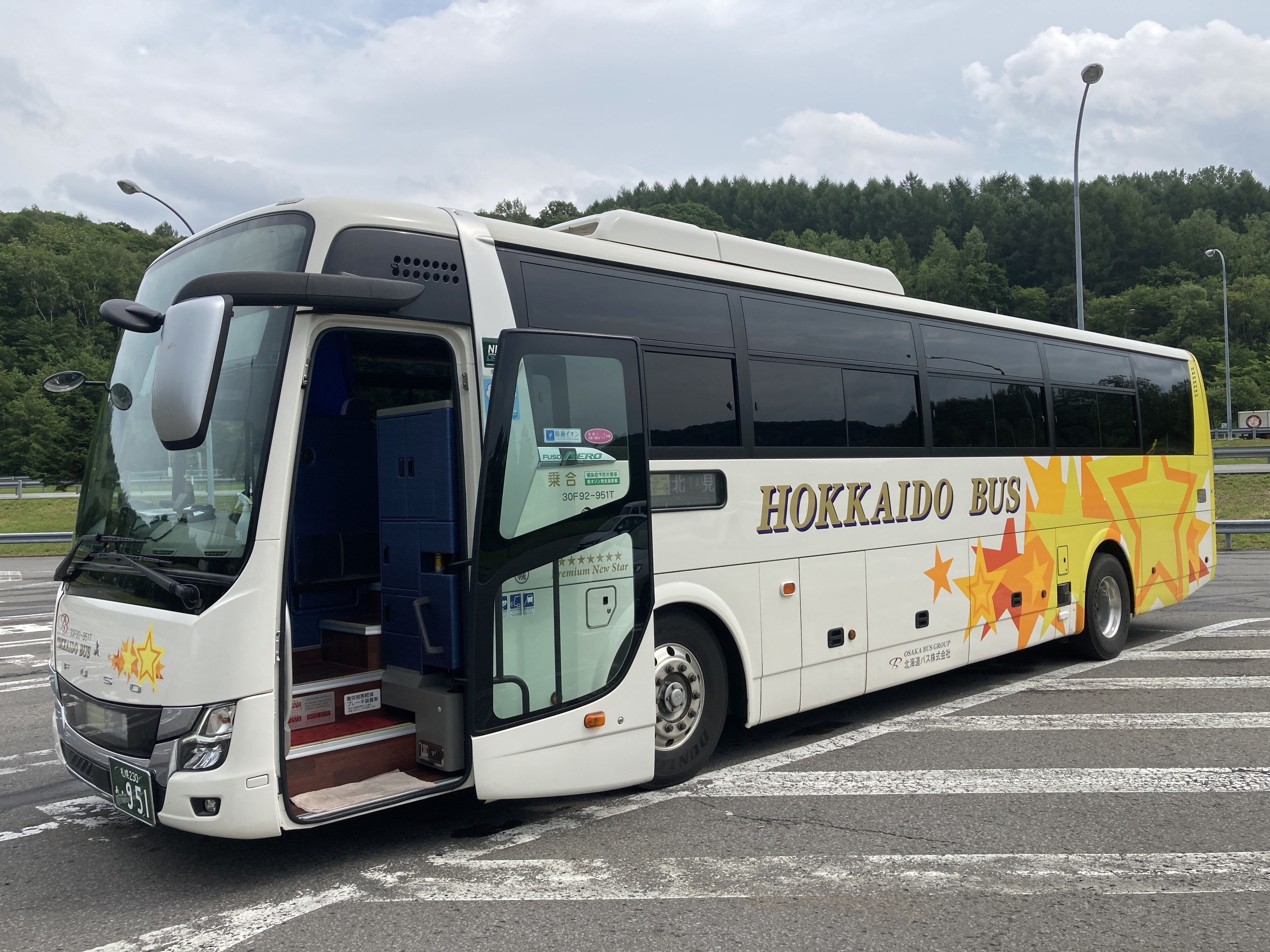
一般車運用（音江パーキングエリアにて）
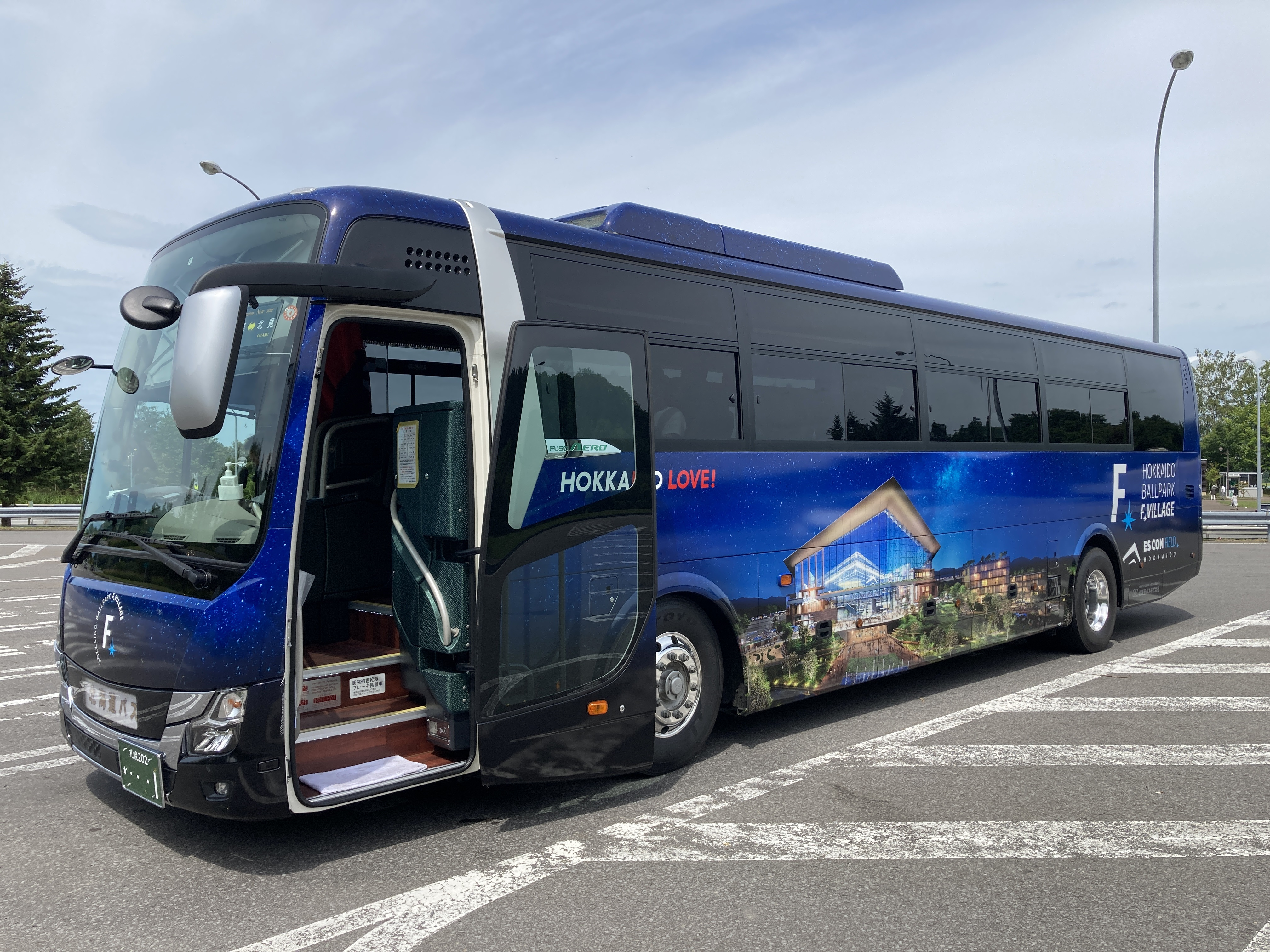
貸切車運用（音江パーキングエリアにて）
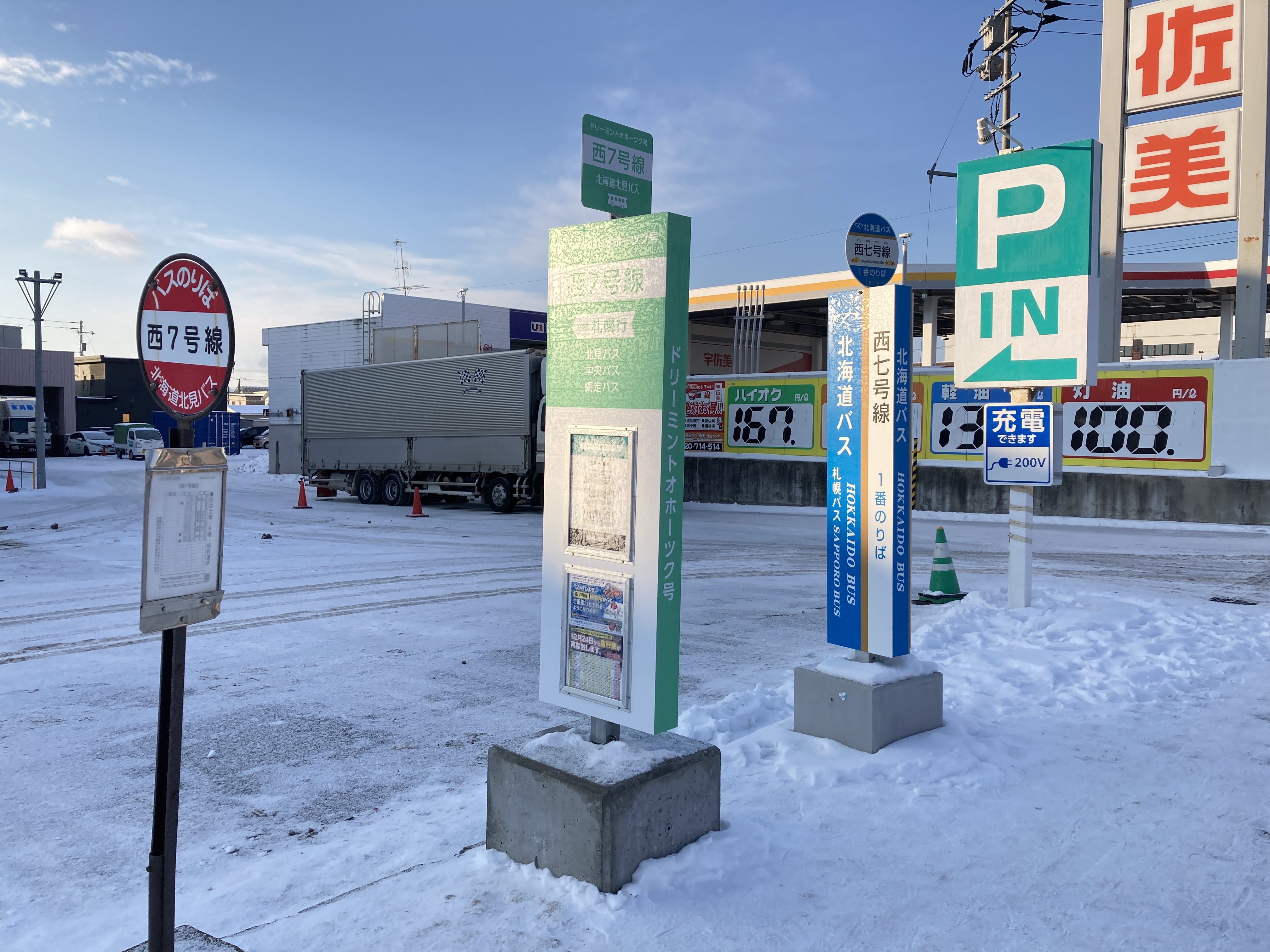
西7号線停留所
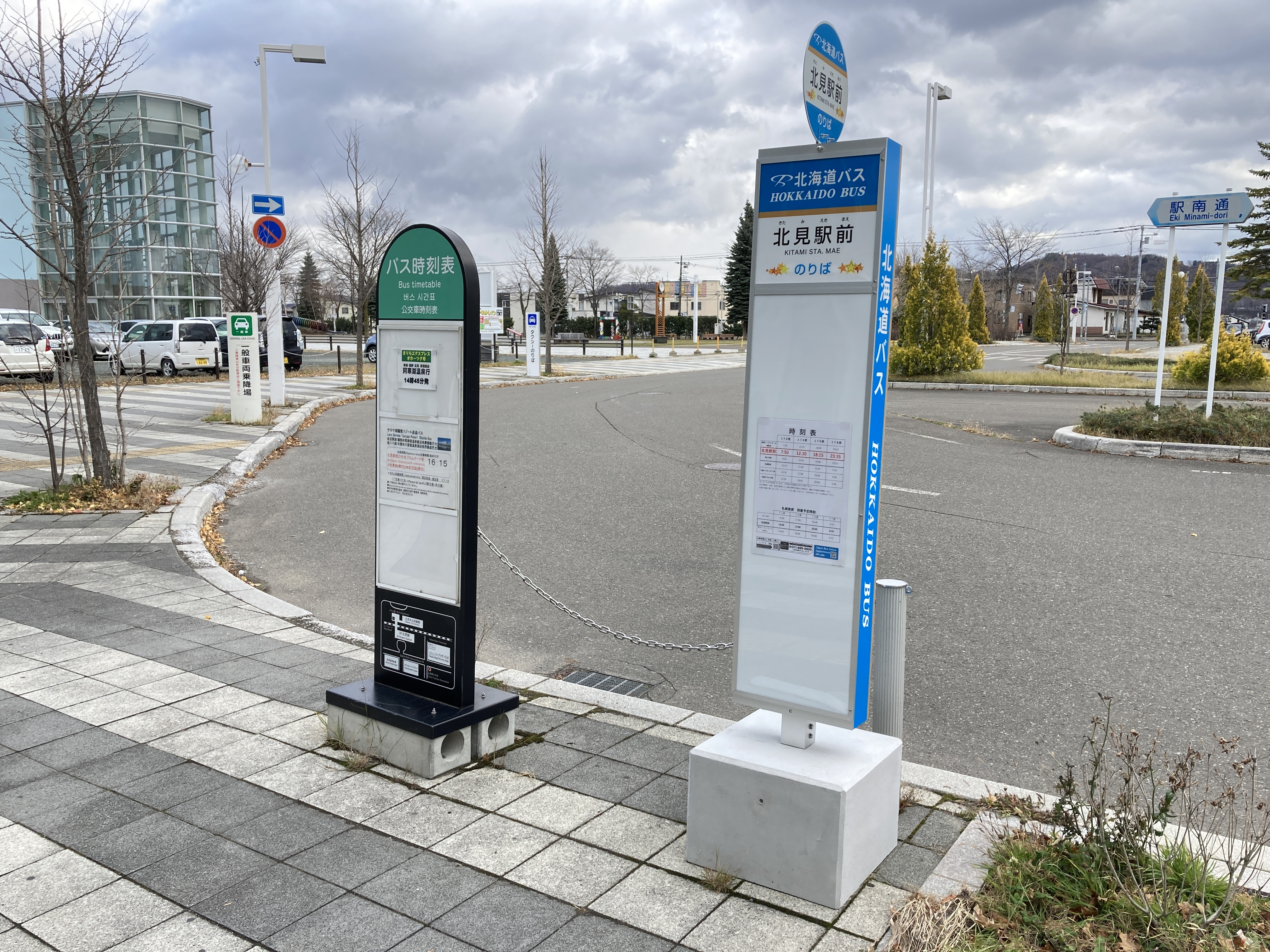
北見駅前停留所
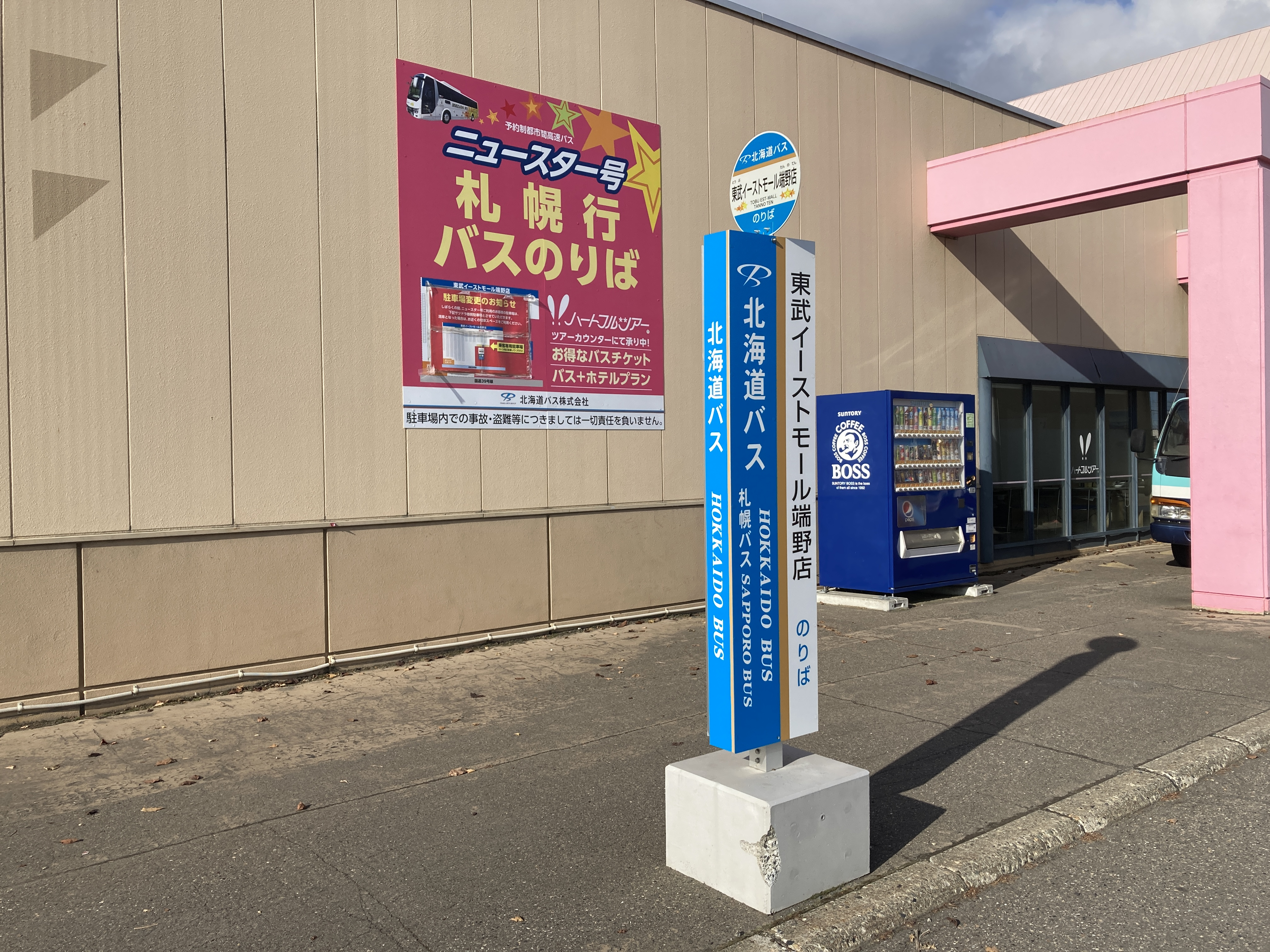
東武イーストモール前停留所
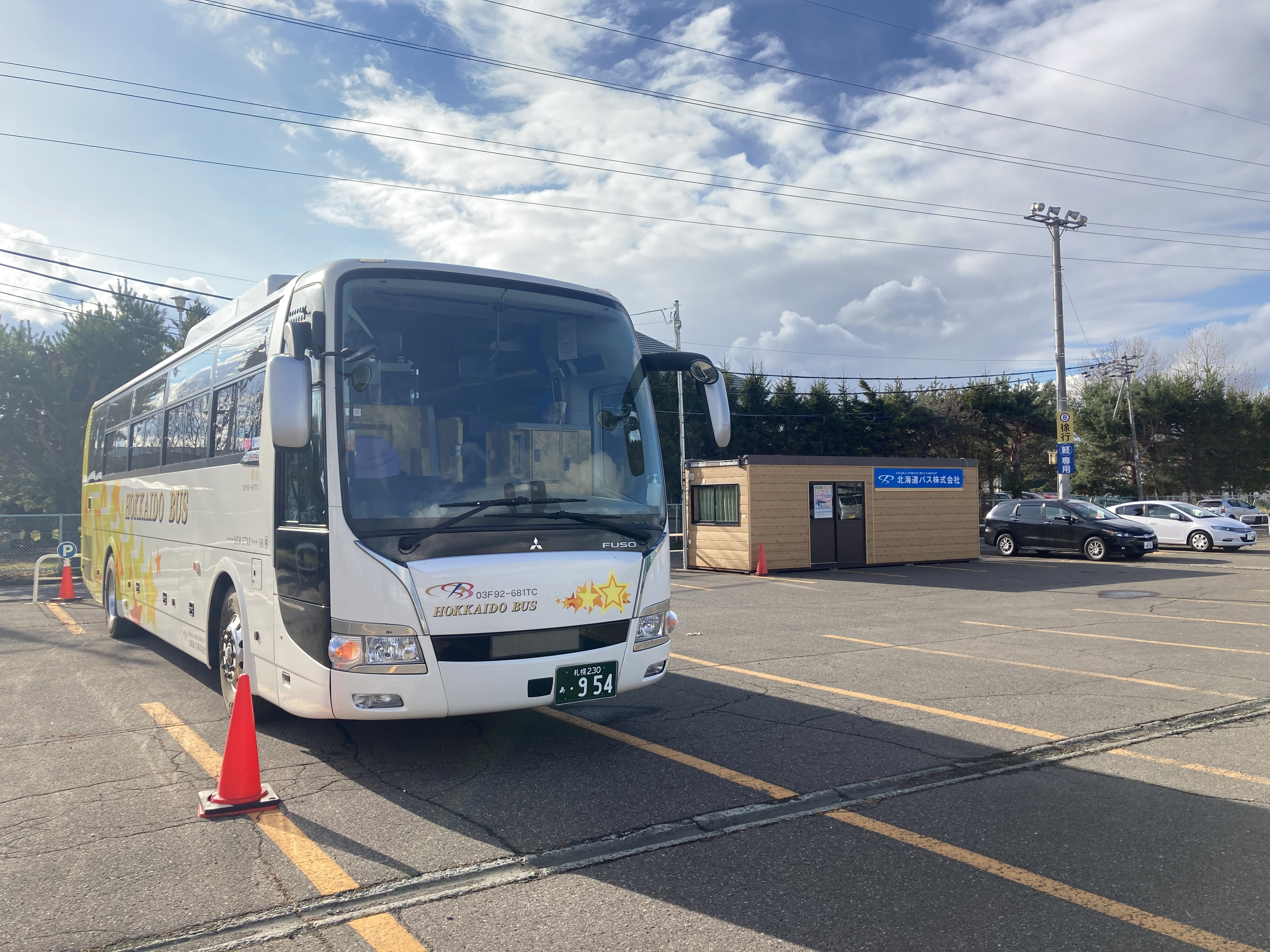
東武イーストモール内にあるバス待機場

## 市内路線バス

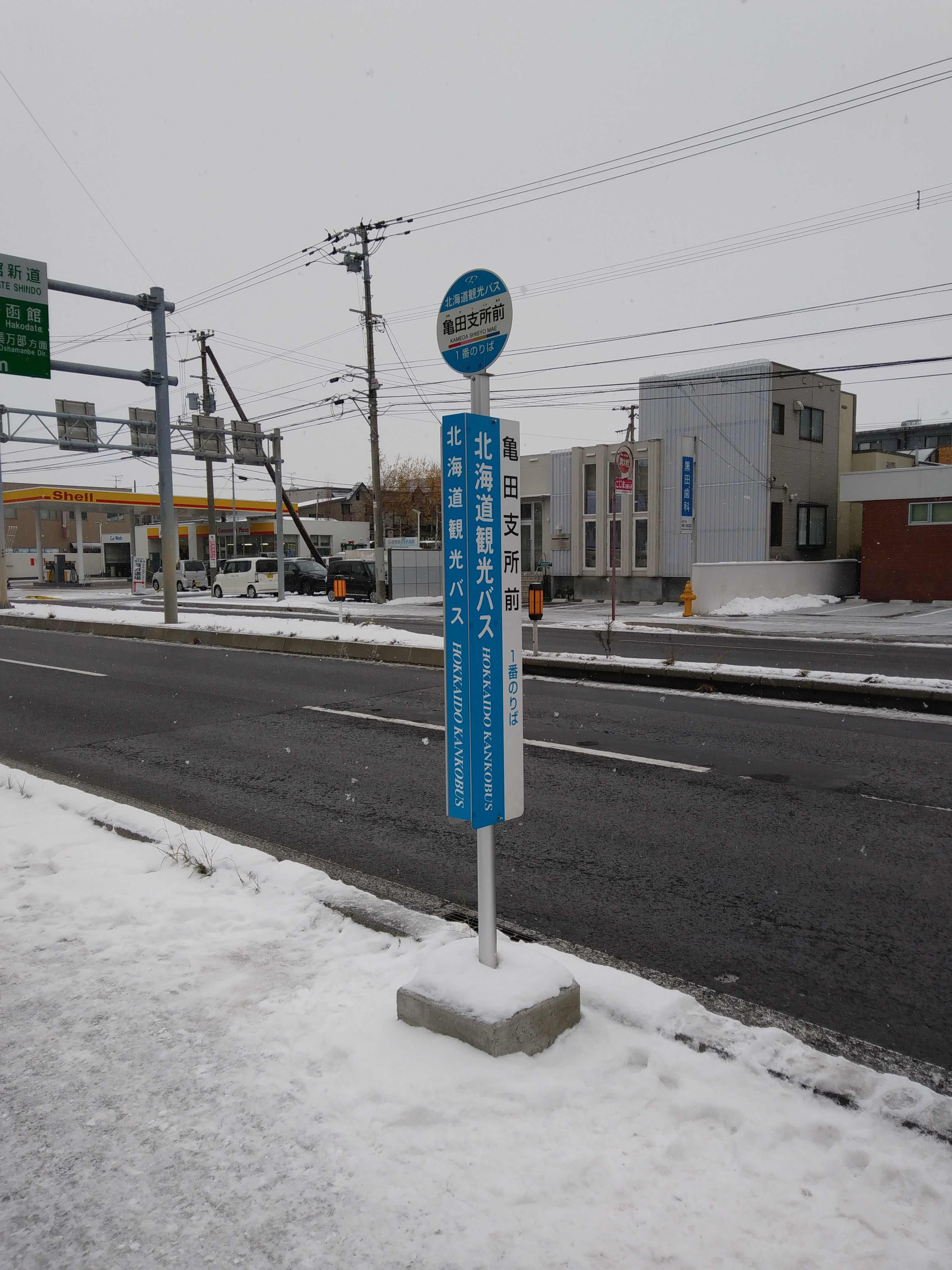
北海道観光バス・バス停の一例（亀田支所前、2017年11月撮影）

### 現行路線

#### （青函フェリー前 -）函館駅前 - 湯の川温泉 - 上湯川町
北海道観光バスの路線として運行開始し、設立当初は青函フェリー - 湯の川温泉間の往復の利便性を高める目的で開設され、青函フェリー前 - 函館駅前 -  上湯川町（本社前）間を1日7往復運行していた。
2022年10月に市内路線を大幅にリニューアルし、函館駅前と湯の川温泉を結ぶ区間を主体とする路線となった。13往復設定されている。
沿革
- 2017年（平成29年）11月9日：運行開始、1日7往復[15][17]
- 2022年（令和4年）10月1日：市内路線の大幅リニューアル。函館駅前と湯の川温泉を結ぶ路線に変更[16]。

運行経路・主な停車停留所
- （青函フェリー前 - ガス会社前 - ）函館駅前 - 函館朝市前 - 啄木小公園前 - 湯の川温泉 - 熱帯植物園前 - トラピスチヌ入口 - 上湯川町[16]
  - 青函フェリー前 - 函館駅前の運行は1往復のみ。他の便は函館駅前発着。また一部便は函館駅前 - 熱帯植物園間の運行。

#### Fビレッジシャトルバス
2023年3月にオープンした北海道日本ハムファイターズの本拠地・エスコンフィールドHOKKAIDOへの交通を担う路線として開業。野球の試合がない日にも運行されるが、試合の日は新千歳空港線を除き増発される。
運賃の支払いについては北広島線（後払い）はVisaのタッチ決済、乗車券、現金、新札幌線（試合開催日以外。前払い）はVisaのタッチ決済、現金、新札幌線（試合開催日。前払い）と新千歳空港線（前払い）はVisaのタッチ決済、乗車券が利用できる。2023年7月21日（千歳相互観光バスは7月22日、エルム観光バスは7月28日）以降は交通系ICカードも利用できる（SAPICAは利用できない）。なお、交通系ICカード対応については簡易型ICOCA端末導入によって対応したため、ICOCAエリアになる（システム上は大阪バス扱い）。。
車両はBYD社製の電気自動車（EV）を北広島線のシャトルバスとして運行。「北海道の環境に配慮し、EVを採用した」という。
運行経路
- 北広島線：北広島駅 - Fビレッジ（千歳相互観光バスと共同運行）
- 新札幌線：新札幌駅 - Fビレッジ（エルム観光バスと共同運行）
- 新千歳空港線：新千歳空港国内線ターミナル - Fビレッジ

### 廃止路線

#### 急行バス（新函館北斗駅 - 函館駅前 - 湯の川温泉 - 上湯川町）
北海道観光バスの運行で、北海道新幹線開業に合わせて運行を開始し、新函館北斗駅 - 函館駅前 - 湯の川温泉間を結んでいた。東京バスグループでは初の一般路線バスであった。
路線開設当初は1日10往復運行していたが、年々便数が減少し、2019年10月1日以降は1往復の運行となっていた。
沿革
- 2016年（平成28年）3月26日：新函館北斗駅 - 函館駅前 - 湯の川温泉間急行バスの運行を開始[24][22]。
- 2017年（平成29年）2月1日：ダイヤ改正、停留所10か所を新設追加[25]
- 2017年（平成29年）11月9日：ダイヤ改正、始発・終点バス停留所を「上湯川町」に延長し、停留所6か所を増設[26][17]
- 2022年（令和4年）10月1日：市内路線のリニューアルに伴い廃止[16]。

運行経路・主な停車停留所
- 新函館北斗駅 - 七重浜 - 亀田支所前 - 五稜郭 - 函館駅前 - 啄木小公園前 - 湯の川温泉 - トラピスチヌ入口 - 上湯川町

## 貸切バス
事業区域は通常は札幌運輸支局、離島を除く函館運輸支局管内発着であるが、貸切バス事業者安全性評価認定制度による優良事業者に限定した営業区域の弾力的な運用による特例で、2025年（令和7年）4月1日現在北海道全域となっている。所有台数は51台。なお恵山高原ホテルの観光貸切バス部門を起源とする（旧）北海道バス株式会社とは、一切の関係はない。
2023年（令和5年）3月開業の北海道ボールパークに合わせて、北海道日本ハムファイターズとの共同事業としてラグジュアリーバス『F VILLAGE CRUISER』を運行している。

### 車両

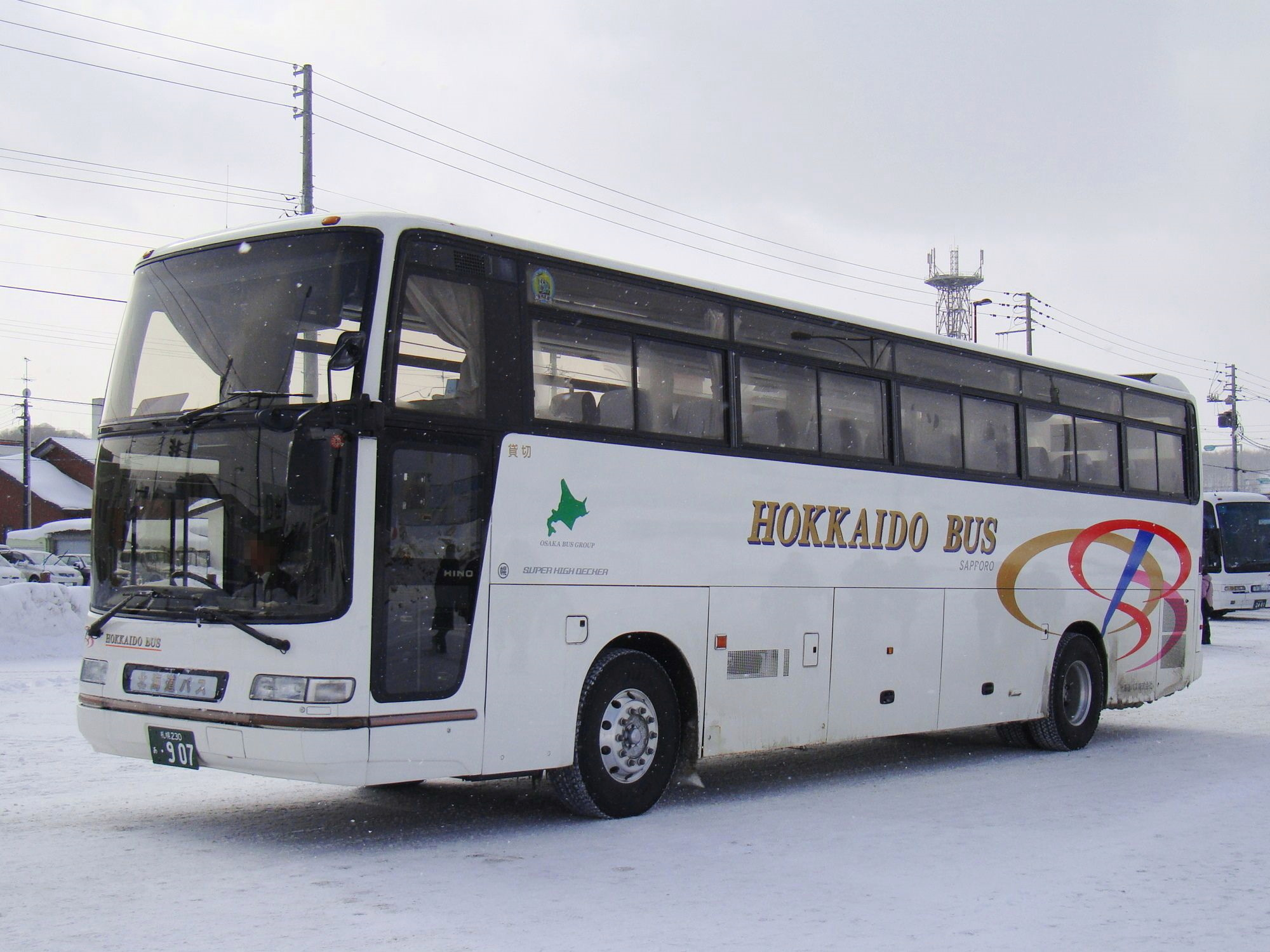
グループ共通カラー
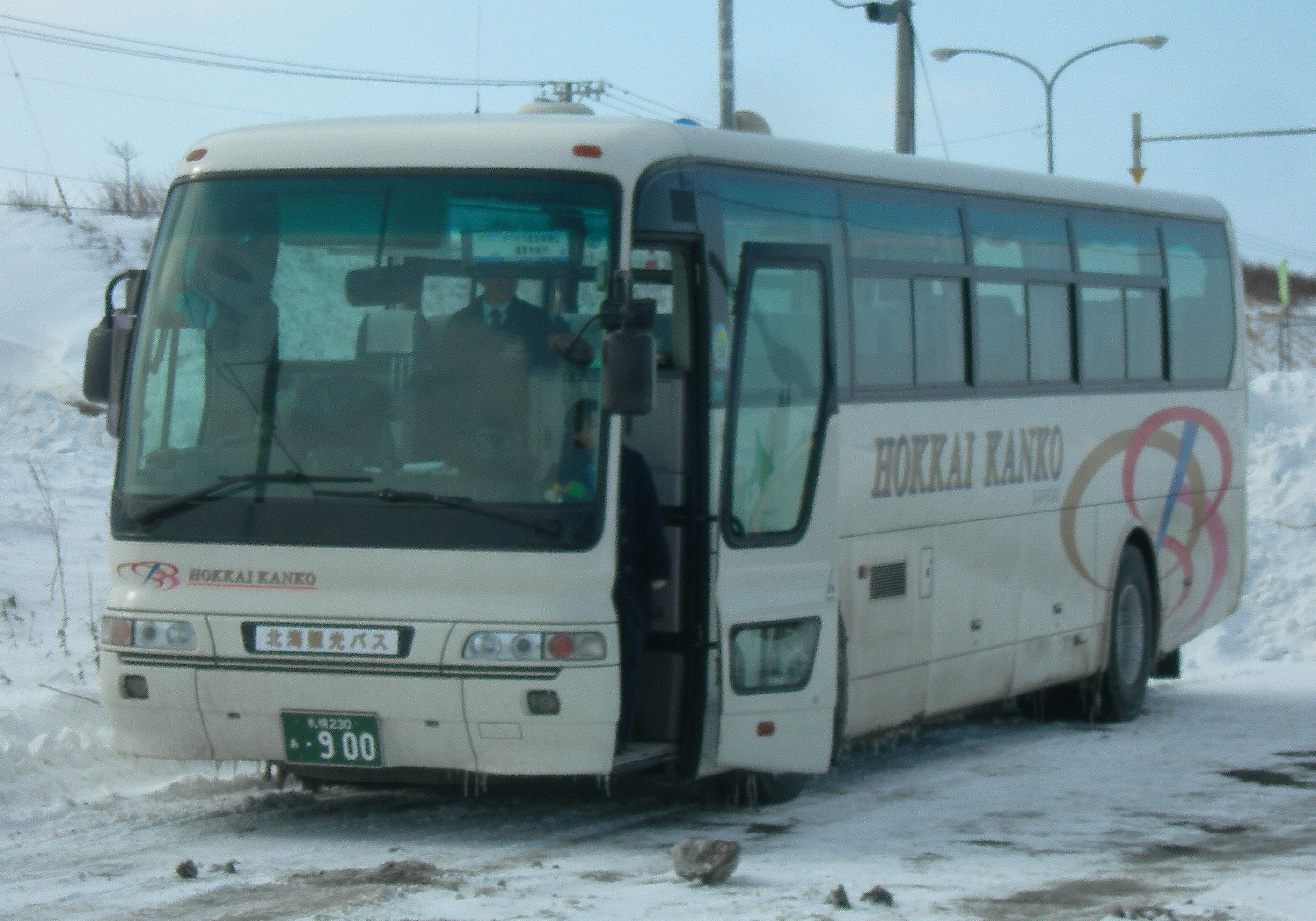
商号変更前の北海観光バス当時の共通カラー
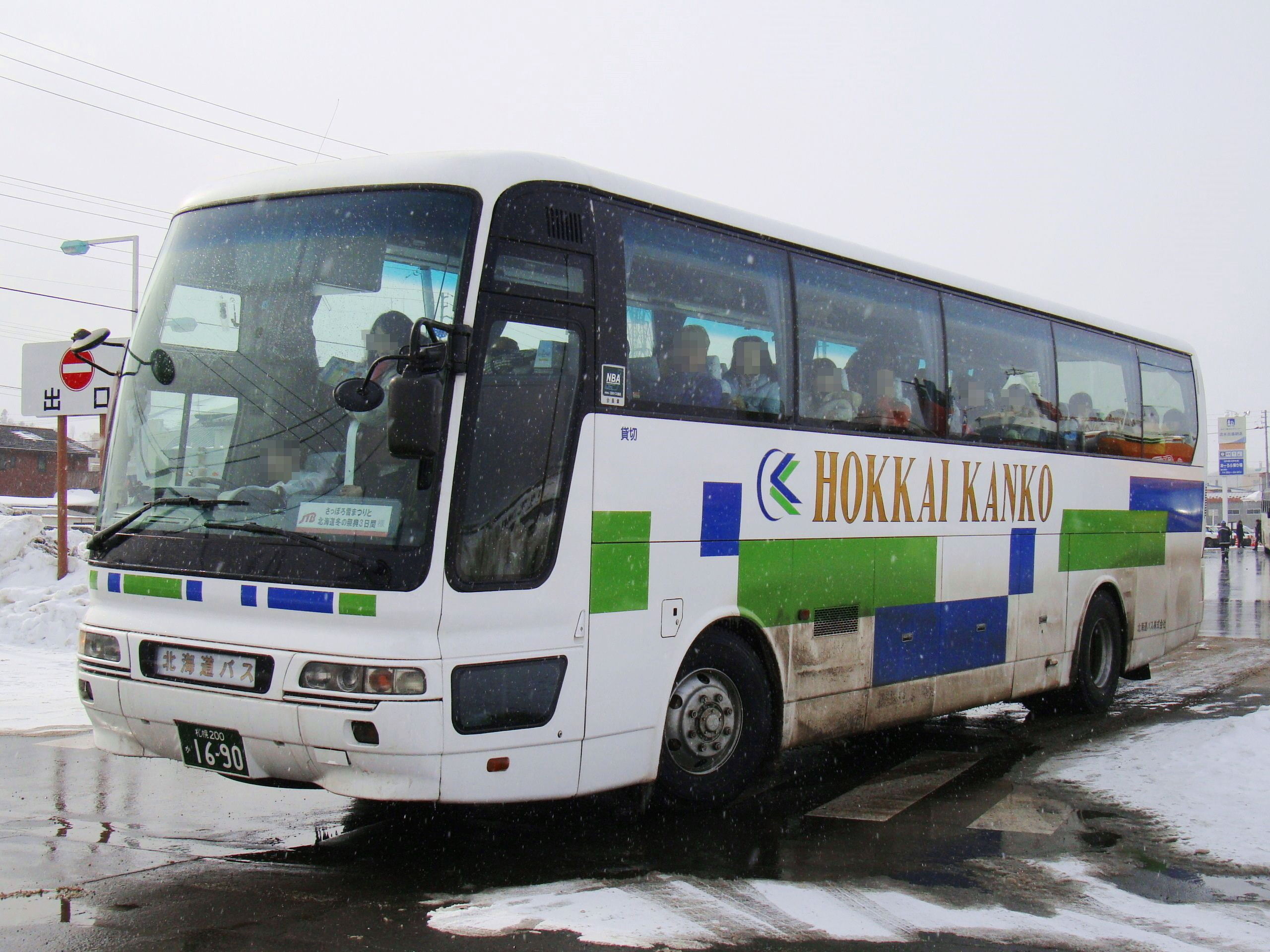
北海観光バス塗装
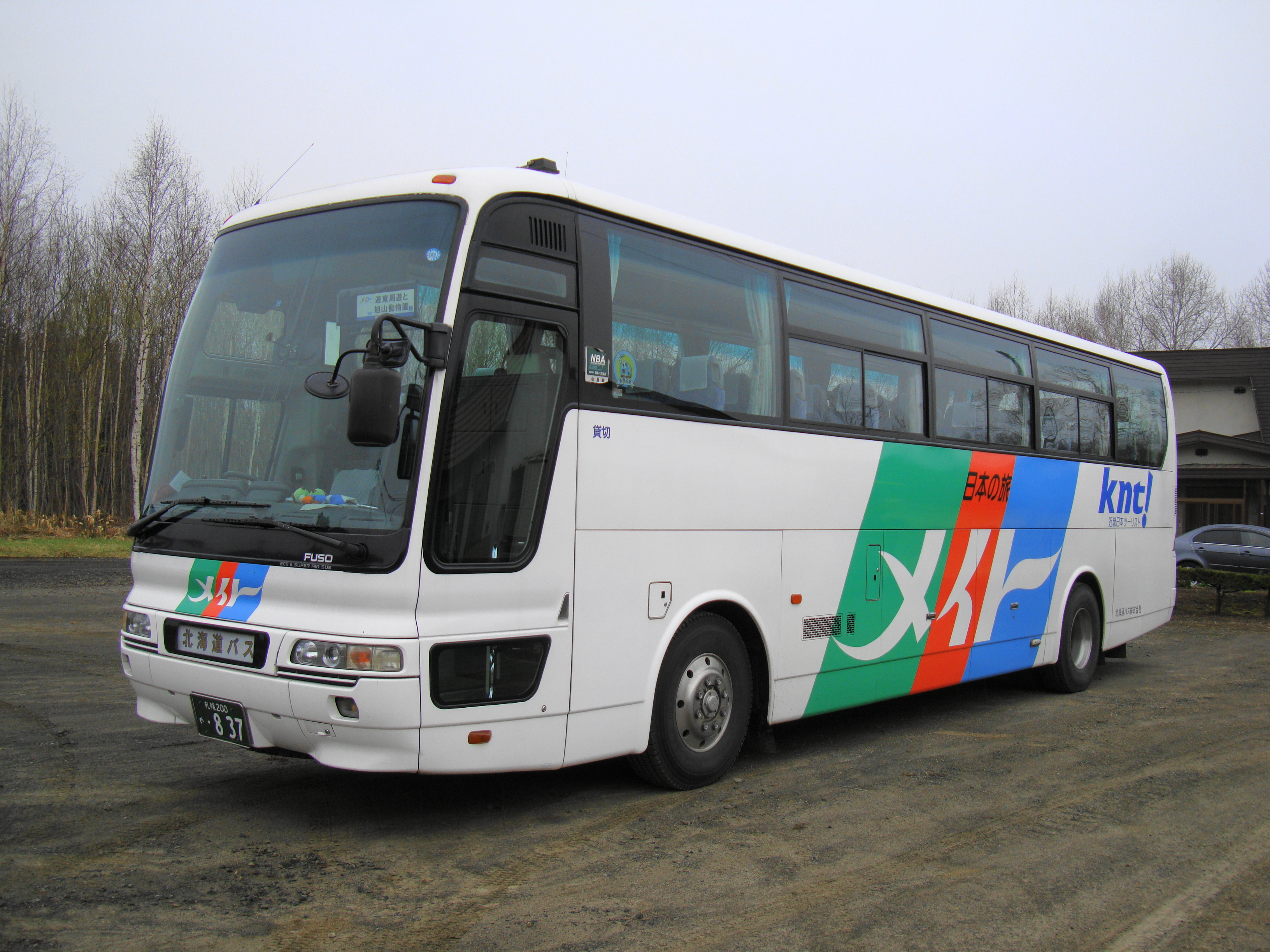
近畿日本ツーリスト塗装
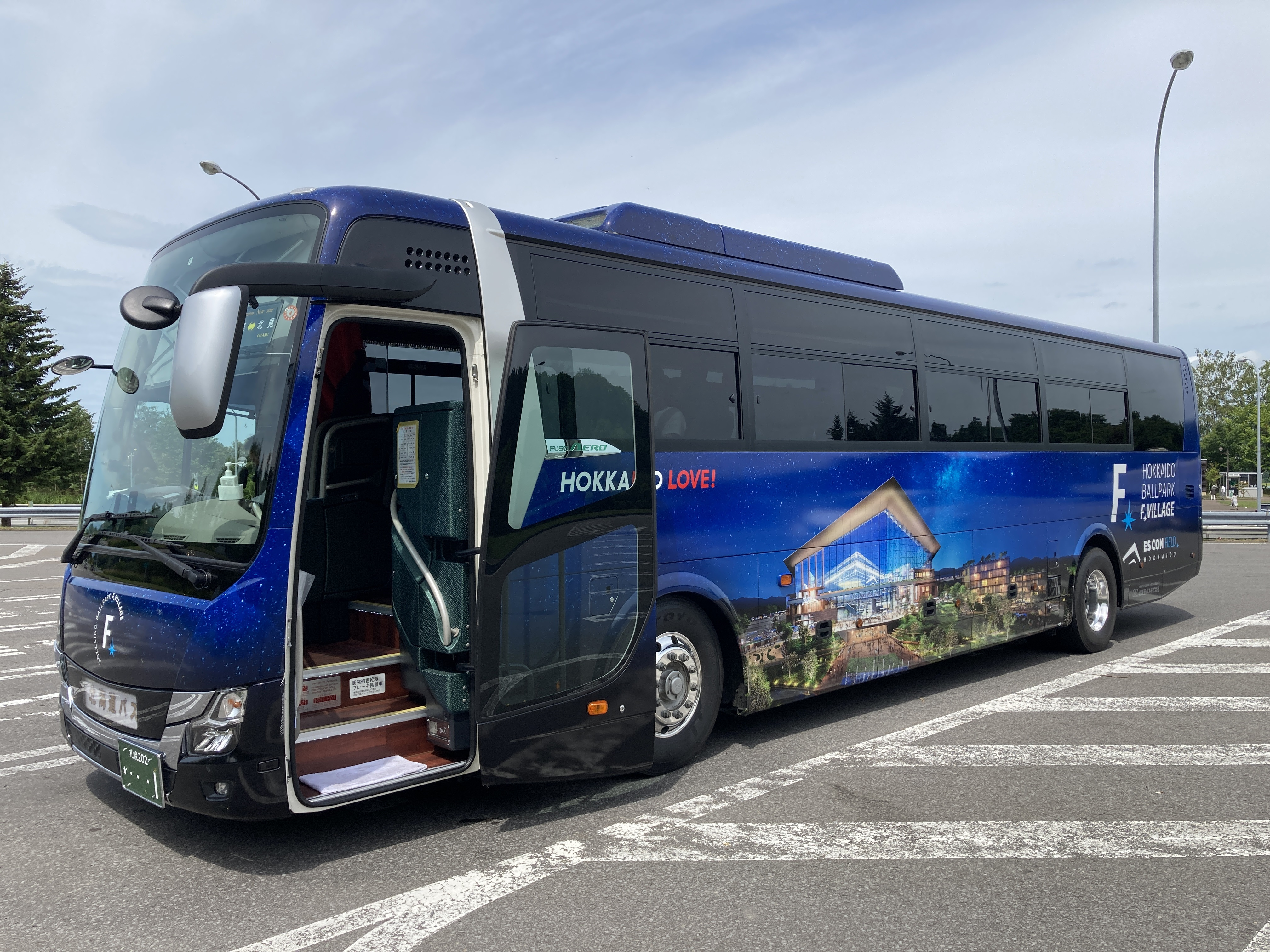
『F VILLAGE CRUISER』

## 札幌バス
札幌バス株式会社（さっぽろバス）は、かつて存在した北海道札幌市手稲区に本社を置き貸切バス事業を行う企業。2011年（平成23年）7月1日に東京バスグループ傘下となり商号を三洋観光バス株式会社（さんようかんこうバス）から札幌バス株式会社に変更した。2023年（令和5年）2月1日に北海道バス株式会社に統合し解散となった。
概要
- 1978年（昭和53年）6月15日に前田観光バス株式会社として創業。その後小樽市で自動車整備事業を営む三洋自動車興業の系列に入って三洋観光バスに社名変更し、更に2003年（平成15年）2月には三洋交通（旧・ナイス観光バス）の事業を引き継ぎ規模を拡大している。
- 2011年（平成23年）7月1日、北海道内で3社目となる東京バスグループの一員となり、商号を札幌バス株式会社に変更した[2]。
- 2021年（令和3年） 一般乗合旅客自動車運送（路線バス）事業許可。北海道バス単独運行であった帯広特急ニュースター号の運行に参入し共同運行化[31]。

事業所
- 本社

北海道札幌市清田区真栄1条2丁目33-10
- 清田営業所

北海道札幌市清田区里塚2条5丁目3-3
北海道札幌市手稲区西宮の沢4条4丁目2-1に設置していた本社・本社営業所より移転。
事業区域
貸切バス事業は札幌運輸支局管内での発着が認められていた。事業区域は通常は札幌運輸支局管内、室蘭運輸支局管内のうち苫小牧市、勇払郡、白老郡、伊達市発着であったが、貸切バス事業者安全性評価認定制度による優良事業者に限定した営業区域の弾力的な運用により北海道全域となっていた 。所有台数は31台。
車両
三洋観光バス時は日野自動車製が中心。多くは日野・セレガであるが、近年は移籍車で三菱ふそう・エアロクイーンや生産台数の少ない日野・セレガGTなどが在籍していた。2008年（平成20年）11月に開催されたラリージャパンでは、スバルチームの移動用にWRカーのラッピング車両を運行した。大型車は "PRESTIGE"、9m車や中型車は "SERENADE"の愛称が付され塗装が異なっていた。所有台数は2010年（平成22年）9月時点で39台であった。

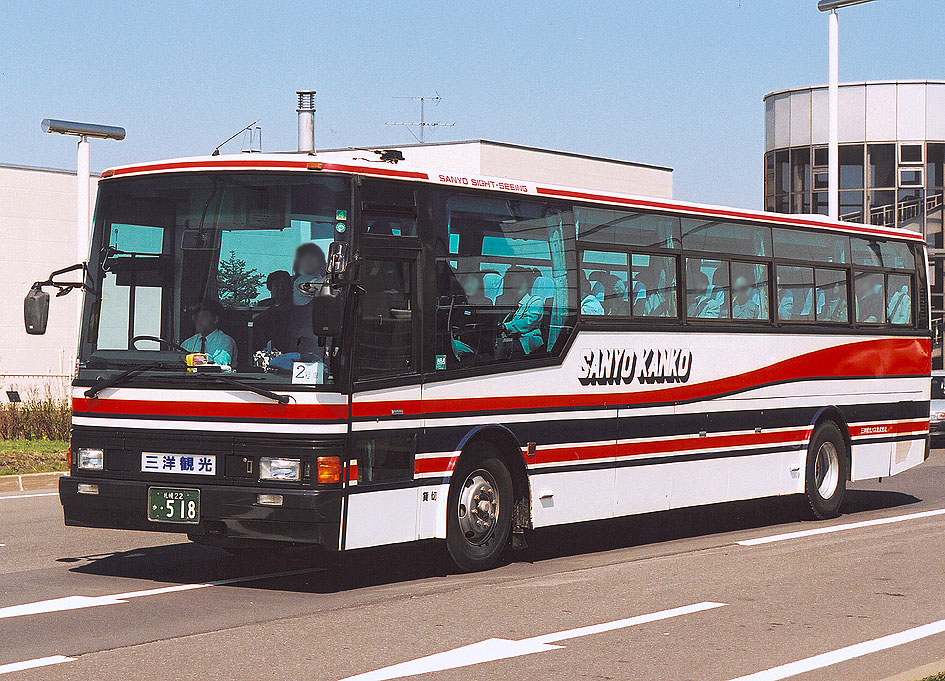
三洋観光 日野・ブルーリボン（富士重HD-I架装）
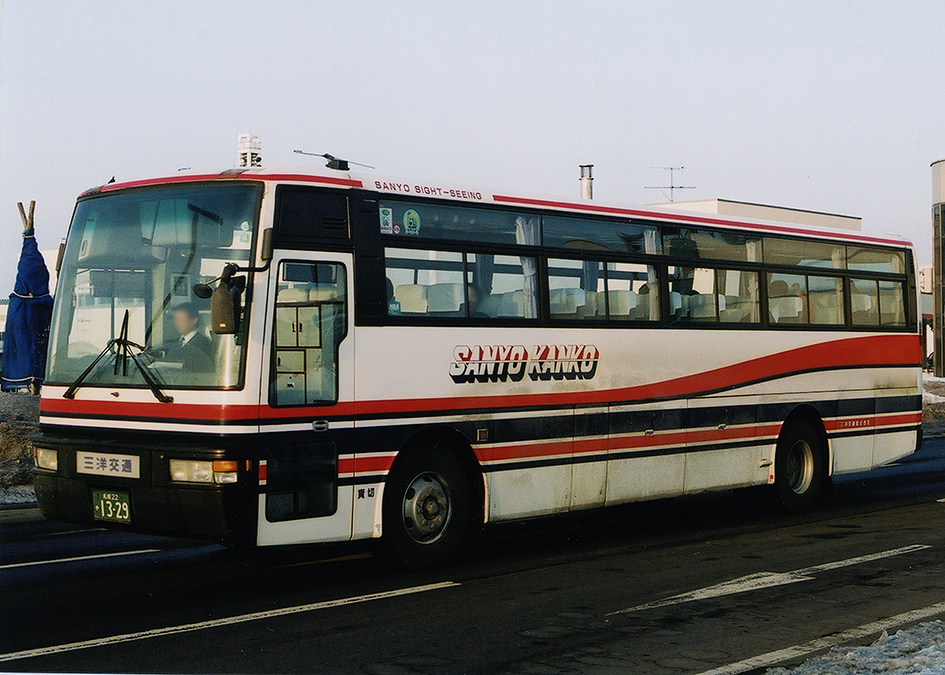
三洋交通 日産ディーゼル・スペースアロー（富士重7HD架装）
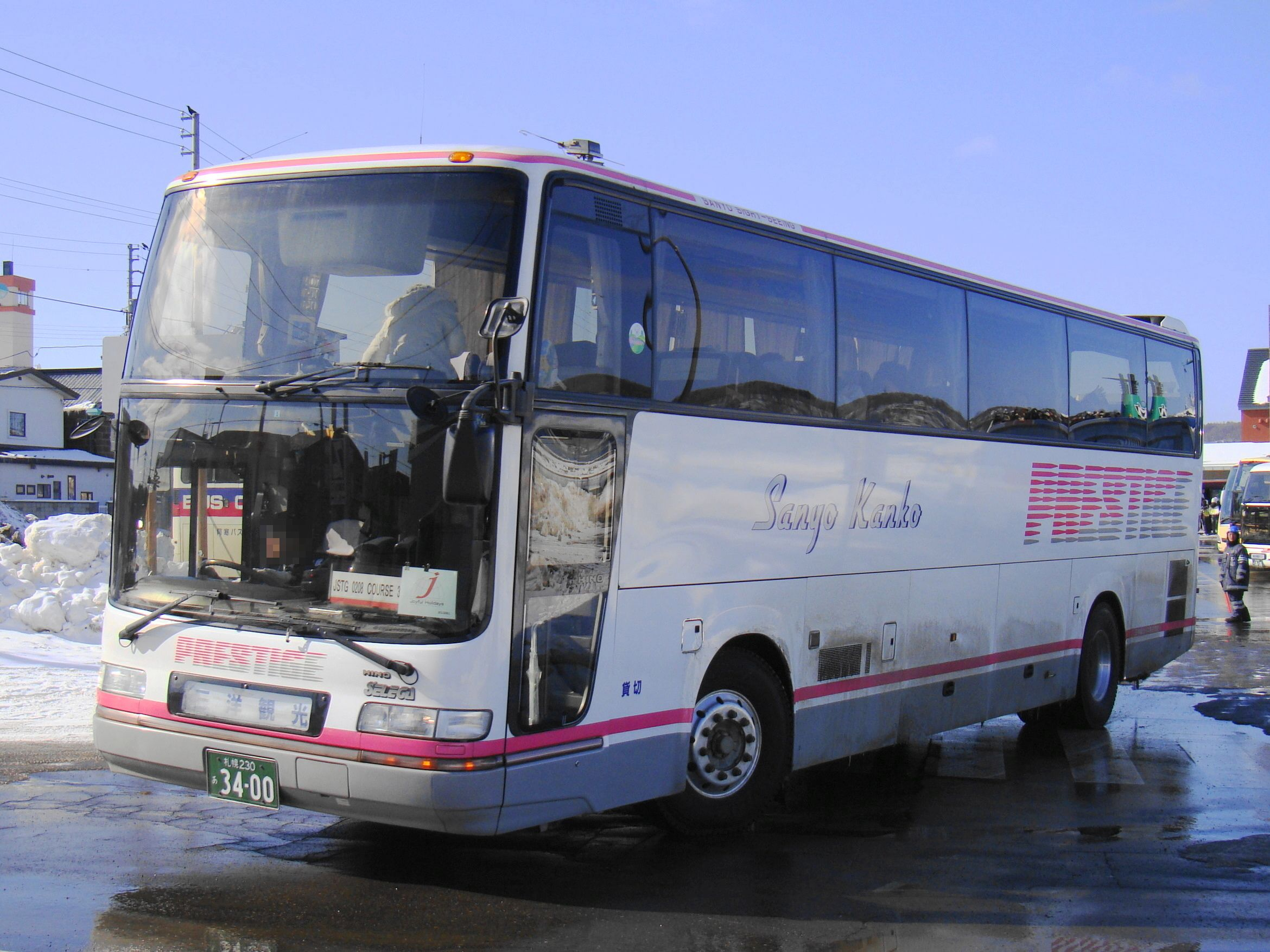
三洋観光 日野・セレガGJ 34-00の希望ナンバー（「三洋」の語呂合わせ）
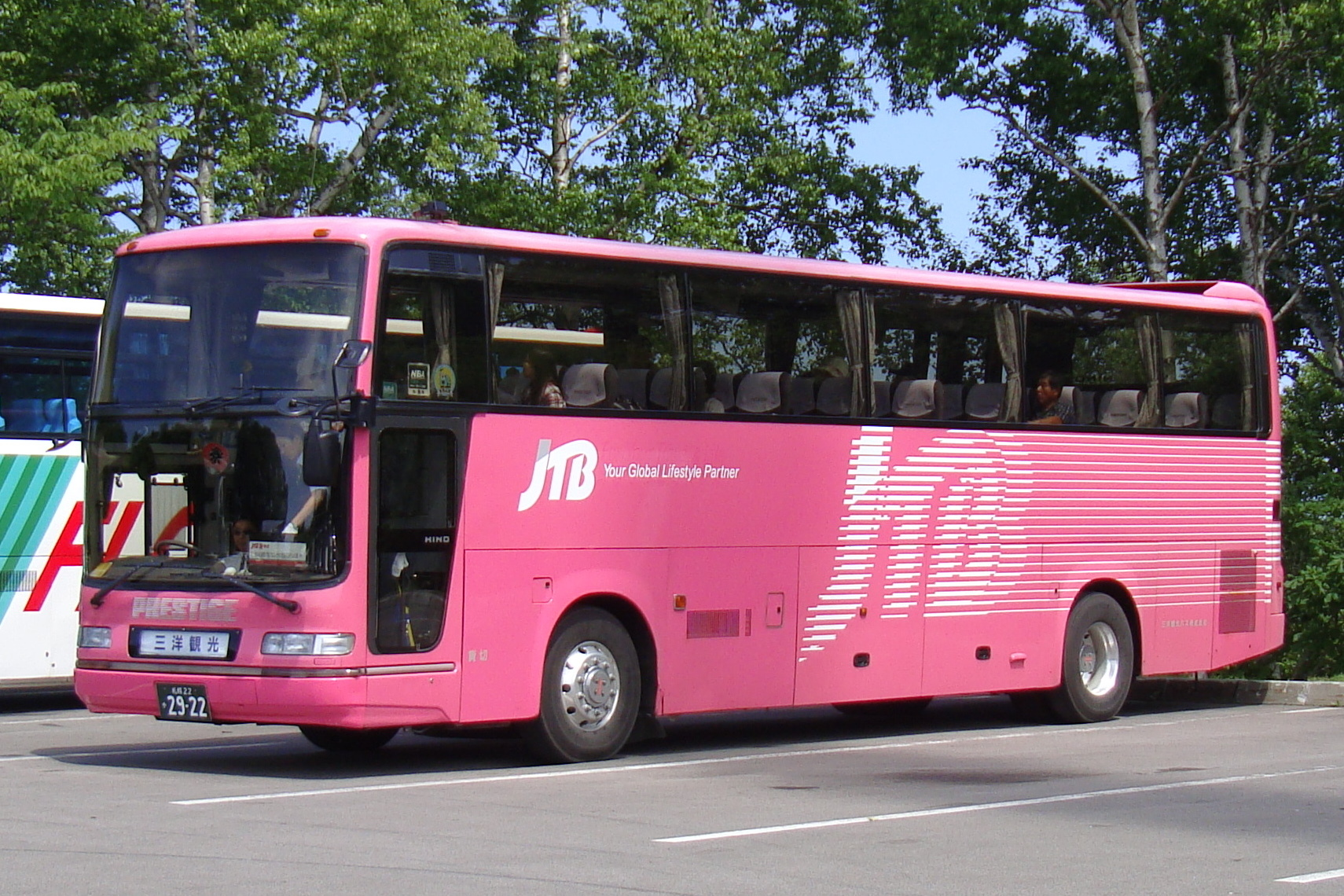
三洋観光 日野・セレガGJ ジェイティービー塗装
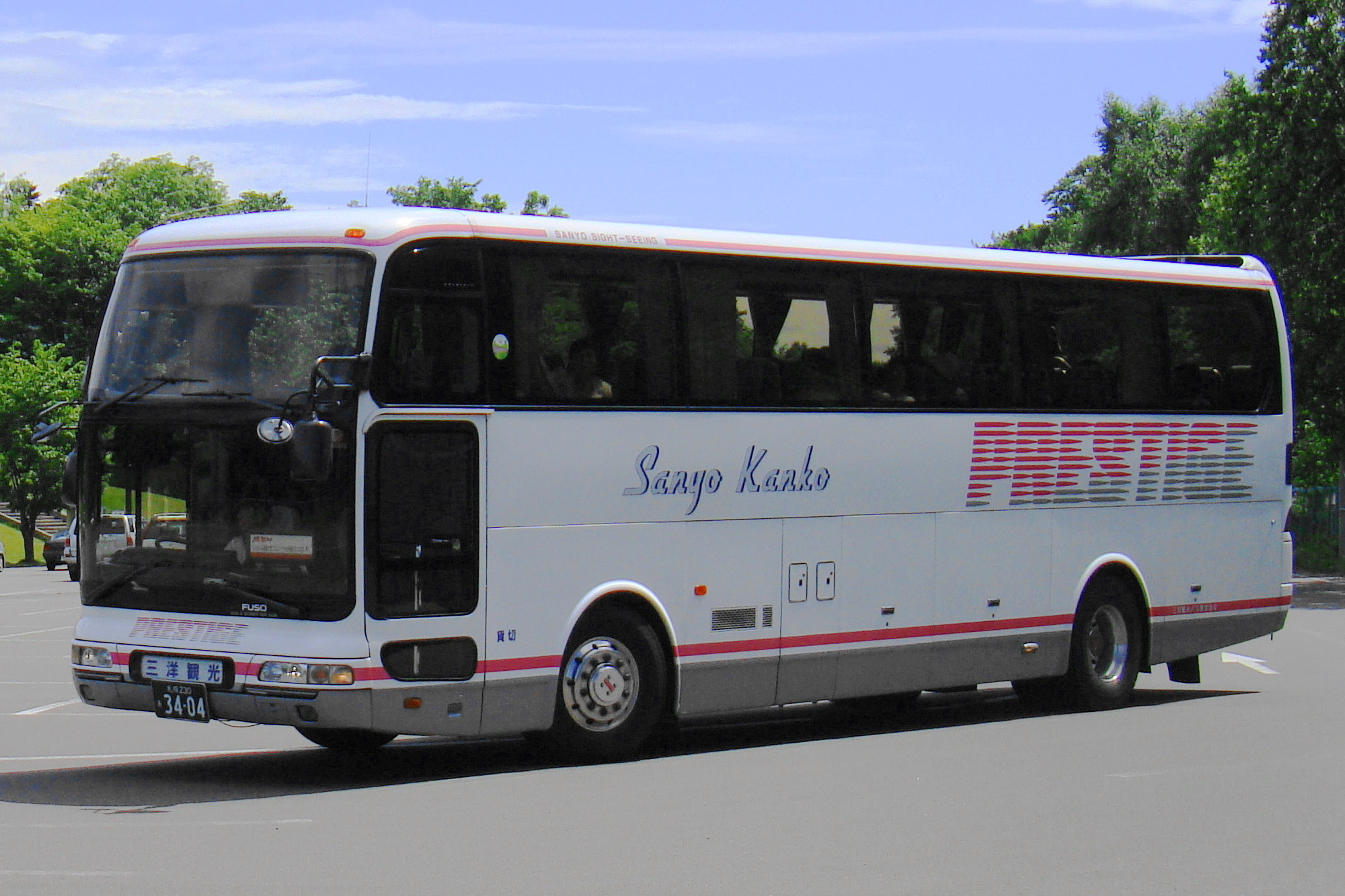
三洋観光 三菱ふそう・エアロクィーンII
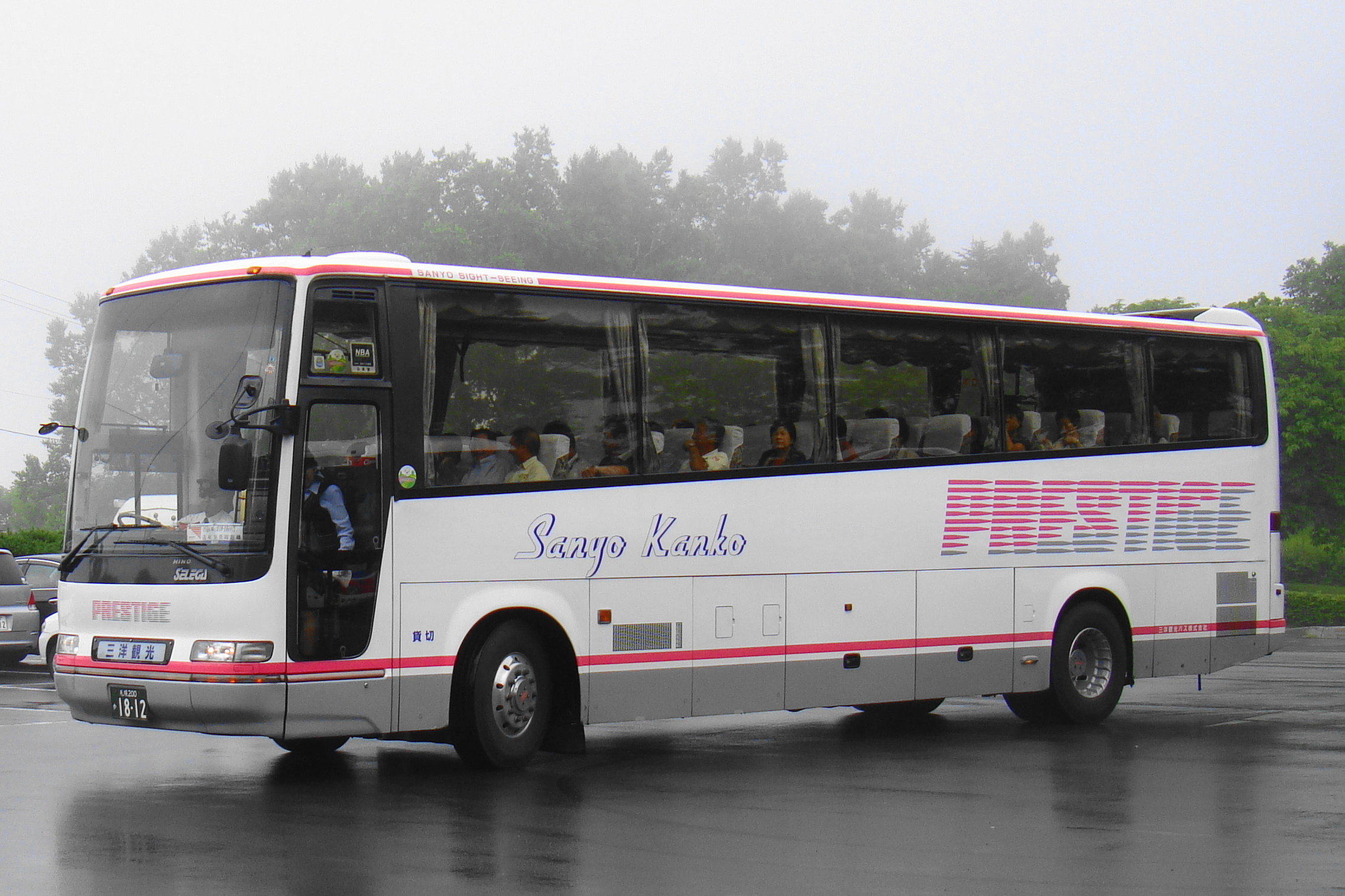
三洋観光 日野・セレガGT
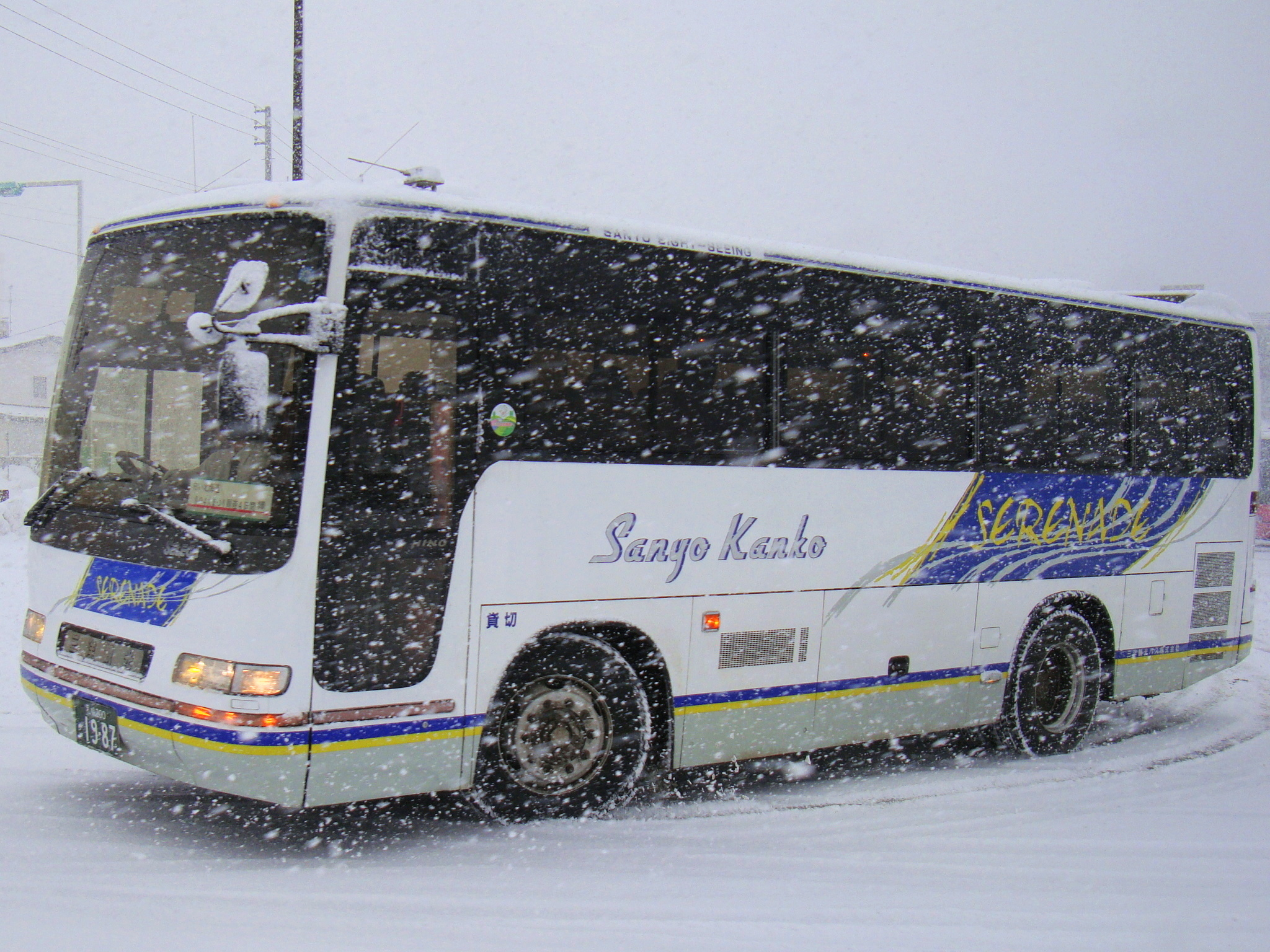
三洋観光 日野・セレガFC
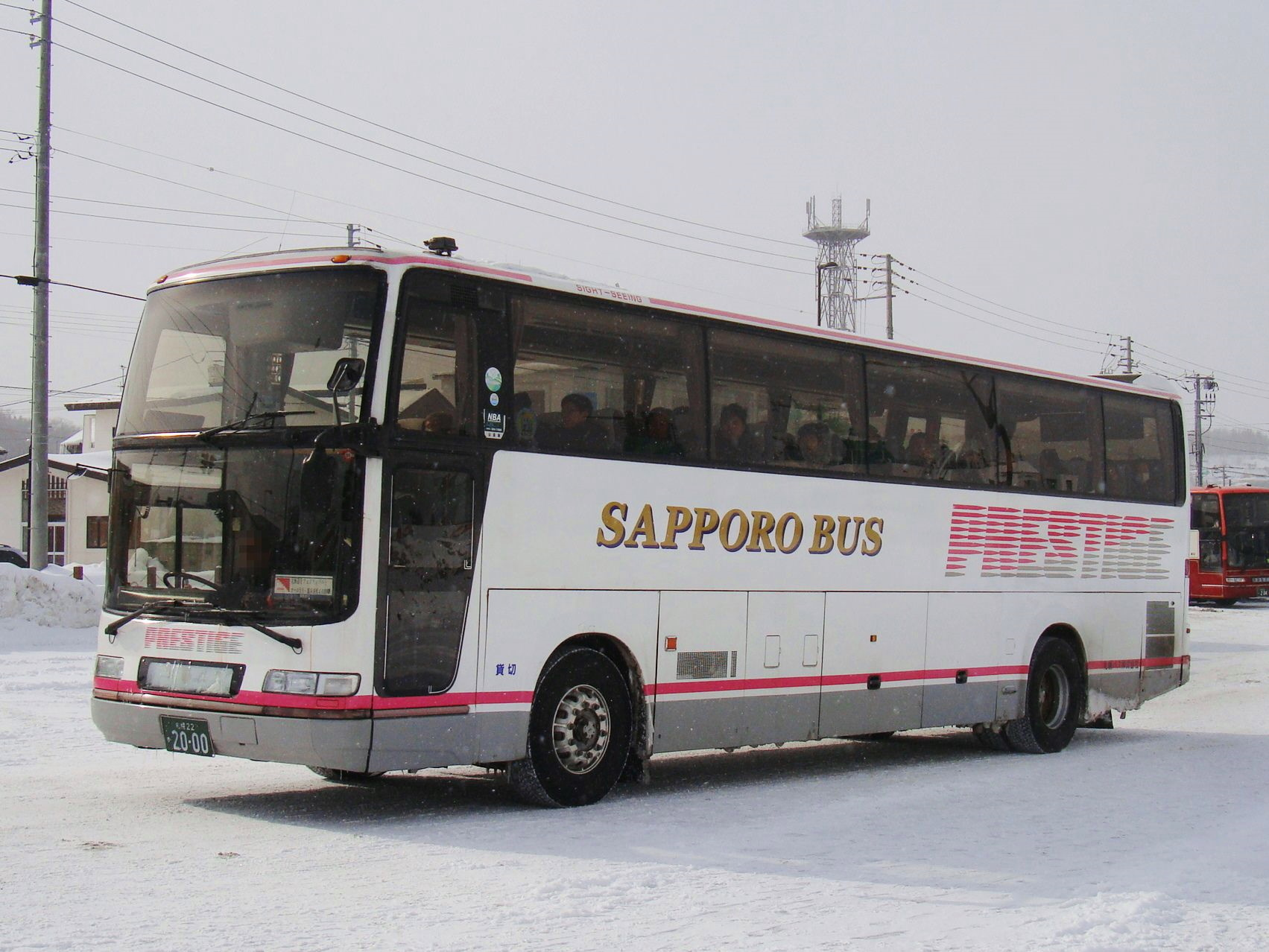
札幌バス 日野・セレガGJ（暫定塗装）

## 北海道観光バス
北海道観光バス株式会社（ほっかいどうかんこうバス）は、かつて存在した北海道函館市に本社を置き貸切バス事業を行う企業。旧社名は東日本バス株式会社（ひがしにっぽんバス）。2009年（平成21年）に東京バスグループ傘下となり、2023年（令和5年）2月1日に北海道バス株式会社に統合し解散となった。
概要
- 1970年（昭和45年）4月　有限会社函館パセンジャーセンター設立、レンタカー業開始[35]。
- 1976年（昭和51年）貸切バス事業を開始（大型1台、小型3台）[36]。
- 1977年（昭和52年）東日本バス株式会社に商号変更。
- 2009年（平成21年）　東京バスグループ傘下となる[2]。
- 2013年（平成25年）5月23日に商号を北海道観光バスに変更[37]。

事業所
- 本社

北海道函館市上湯川町377-2
事業区域
事業区域は通常は札幌運輸支局管内、離島を除く函館運輸支局管内、室蘭運輸支局管内のうち苫小牧市、勇払郡、白老郡、伊達市発着であるが、貸切バス事業者安全性評価認定制度による優良事業者に限定した営業区域の弾力的な運用により北海道全域となっていた。所有台数は35台。
車両

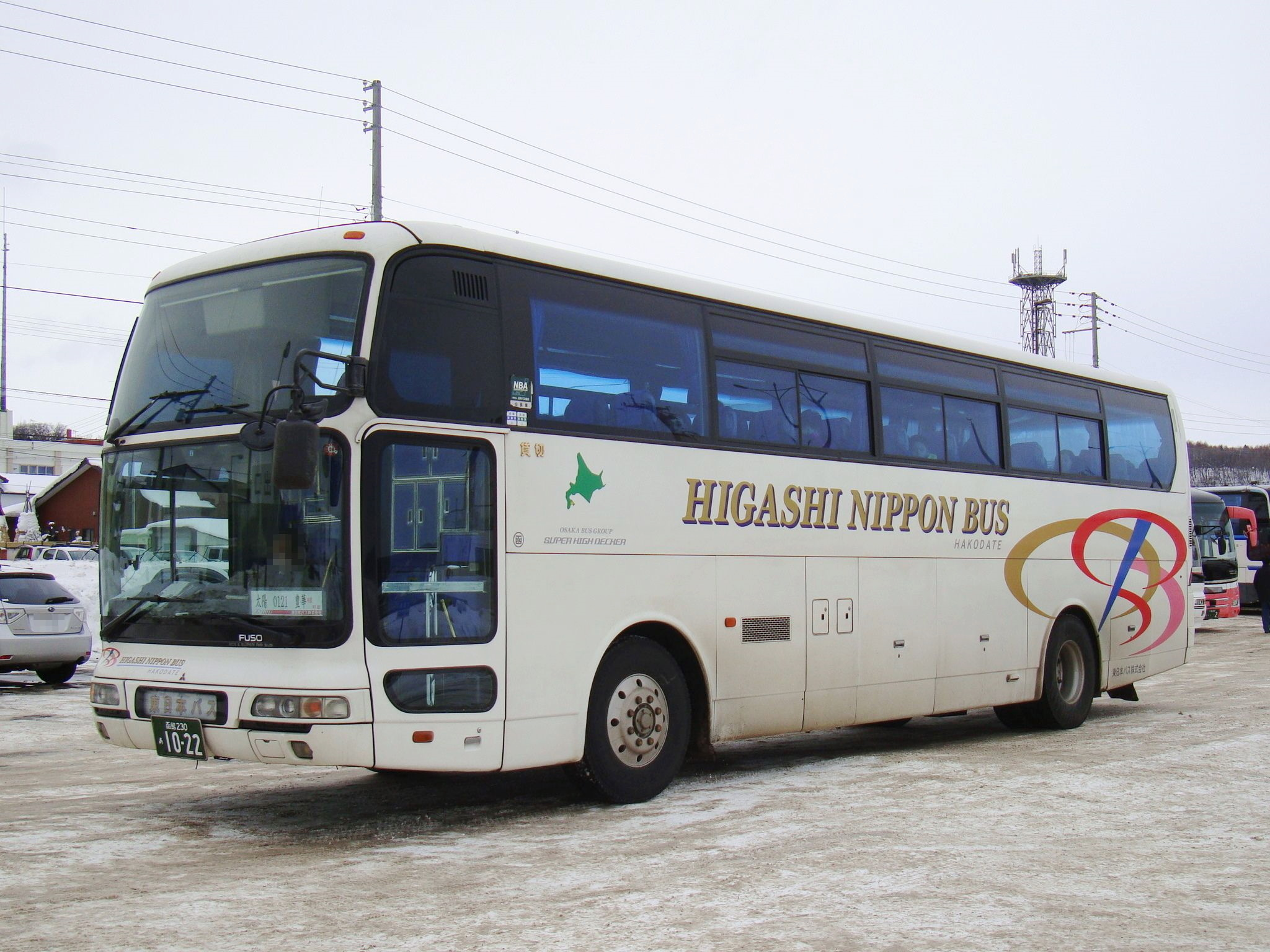
グループ共通カラー
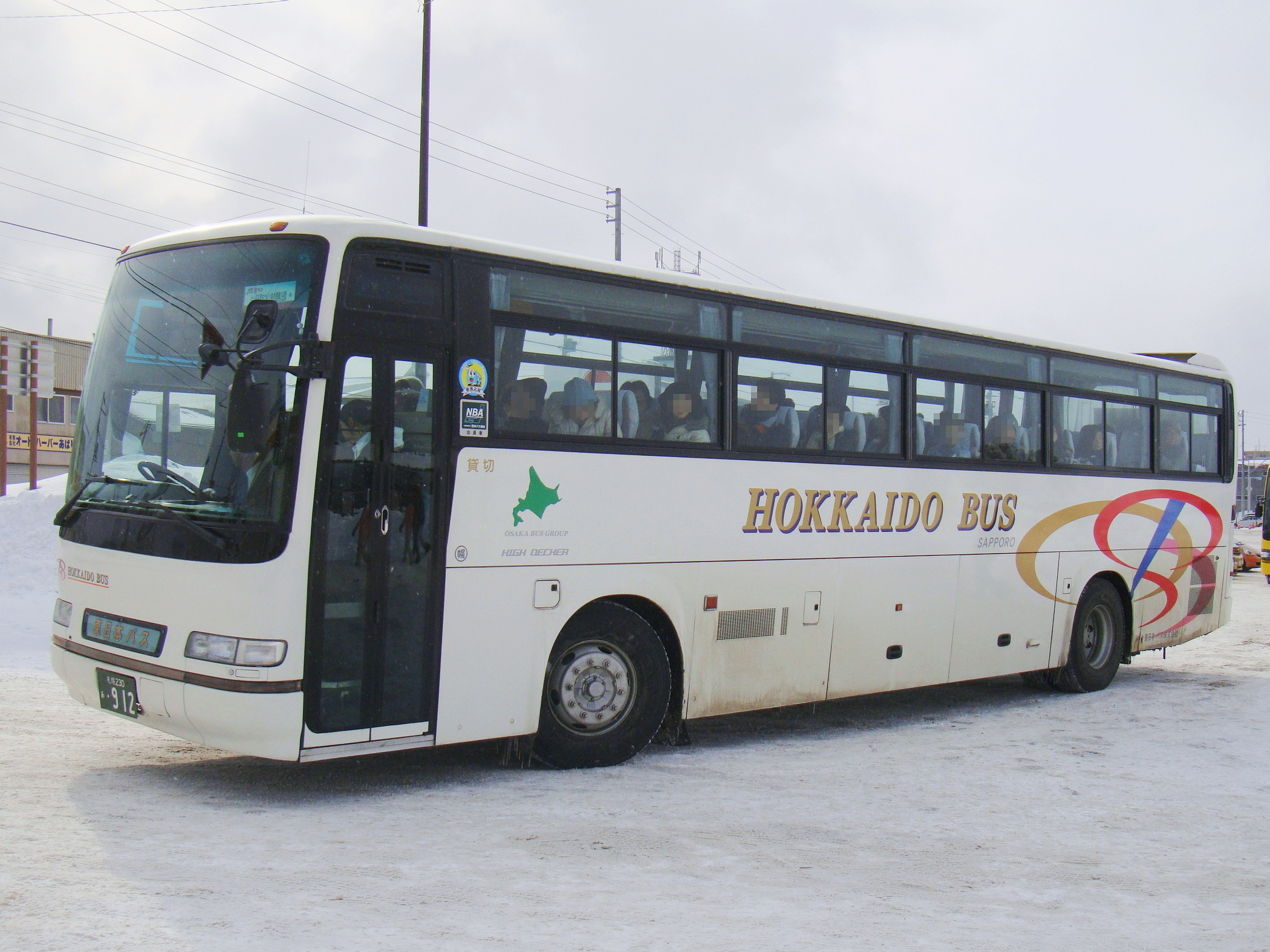
北海道バス塗装の東日本バス
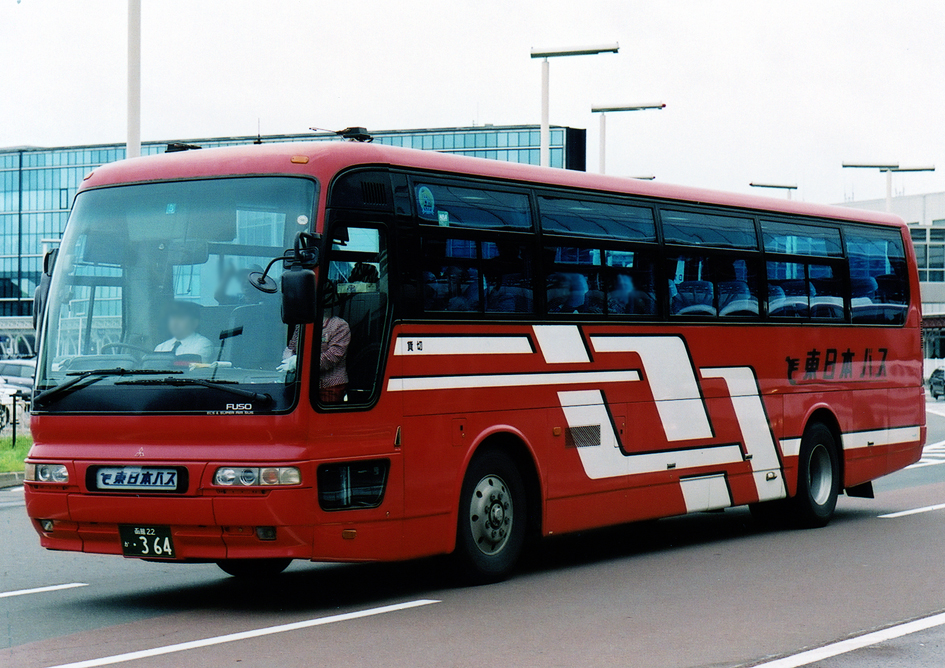
東京バスグループ傘下となる前の塗装（2002年）